# ホライモリ科
ホライモリ科（Proteidae）は両生綱有尾目に属す科。現在はバルカン半島と北アメリカに分布。Necturus属の分布はカナダ中南部からアメリカ合衆国中西部、東はノースカロライナ州、南はジョージア州とミシシッピ州にかけて分布。Proteus属唯一の現生種であるホライモリの分布はバルカン半島西部に限定される。この科の化石記録は白亜紀後期のParanecturus（北アメリカのマーストリヒチアンから知られる）まで遡ることができる。

## 分類
ホライモリ科は現生2属に分けられる。Necturus属は北アメリカに数種、Proteus属はヨーロッパに1種（ホライモリのみ）現生する。白亜紀後期以降、多くの化石属が知られる。
ホライモリ科 Proteidae
- Necturus属
  - N. alabamensis
  - N. beyeri
  - N. lewisi
  - N. louisianensis（N. maculosusの亜種とされる場合あり）
  - N. maculosus
  - N. moleri
  - N. mounti
  - N. punctatus
- Proteus属
  - ホライモリ P. anguinus
  - †P. bavaricus (更新世の間に絶滅)[3]
- †Euronecturus属
  - E. grogu (Miocene, Germany)
- †Orthophyia属
  - O. longa (中新世)[3]
- †Paranecturus属
  - P. garbanii (中新世)[3]
- †Mioproteus属
  - †Mioproteus caucasicus (中新世中期)[3]
  - †M. wezei (漸新世から更新世中期)[3]

## 関連記事
- メキシコサンショウウオ